# ميغيل لورنسو (لاعب كرة قدم)
ميغيل لورنسو (27 مايو 1992 في البرتغال - ) هو لاعب كرة قدم برتغالي في مركز الدفاع. شارك مع منتخب البرتغال تحت 16 سنة لكرة القدم ومنتخب البرتغال تحت 17 سنة لكرة القدم ومنتخب البرتغال تحت 18 سنة لكرة القدم ومنتخب البرتغال تحت 21 سنة لكرة القدم. أما مع النوادي، فقد لعب مع نادي فيتوريا سيتوبال وأتلتيكو كاسا بيا ونادي سانتا كلارا.

## وصلات خارجية
- ميغيل لورنسو (لاعب كرة قدم) على موقع قاعدة بيانات كرة القدم.إي يو (الإنجليزية)
- ميغيل لورنسو (لاعب كرة قدم) على موقع Soccerway.com (الإنجليزية)